# HMS Prince of Wales (53)
HMS Prince of Wales (53) byla bitevní loď britského královského námořnictva třídy King George V. Postavena byla v loděnicích Cammell Laird v Birkenheadu v Anglii. Prince of Wales měla krátkou, ale činnou kariéru. Pomohla zastavit loď Bismarck a dovezla Churchilla na konferenci do Newfoundlandu; nicméně její potopení japonskými bombardéry v prosinci 1941 je jednou z událostí, která vedla ke konci bitevních lodí, jako nejdůležitější kategorie válečných plavidel.

## Pojmenování
29. července 1936 nařídila britská admiralita postavit dvě nové bitevní lodě třídy King George V (z druhé se stala HMS King George V). Požadovali, aby se loď jmenovala King Edward VIII na počest nového panovníka. Nicméně král Eduard, který asi cítil možné budoucí problémy ve svém panování[zdroj⁠?!] kvůli svému vztahu s Wallis Simpsonovou upřednostňoval jméno Prince of Wales. Nový Prince of Wales se stal sedmou lodí, která nesla toto jméno.

## Stavba
V době vypuknutí války byl Prince of Wales dokončován v Birkenheadu. V srpnu 1940 byla loď poničena během německého náletu na Merseyside. Utrpěla skoro přímý zásah, puma vybuchla mezi ním a částí nádrže, ve které stála. Tento výbuch způsobil vážnou deformaci vnějších plátů. Admiralita však rozhodla, že loď bude potřeba v případě, pokud lodě Bismarck nebo Tirpitz podniknou výpad do jižního Atlantiku nebo by ohrožovali lodní dopravu v Severním moři. Proto bylo její dokončení urychleno tím, že byly odloženy některé testy v docích, byly zkráceny manévrovací zkoušky a také přebírací zkoušky Královského námořnictva. Dne 19. ledna 1941 byla přijata do služby pod vedením kapitána Johna Leache, ale oficiálně dokončena byla až 31. března.

## Služba v Atlantiku
Brzy po uvedení do služby se Prince of Wales připojil k bitevnímu křižníku HMS Hood, aby společně zachytili německou bitevní loď Bismarck a doprovázející těžký křižník Prinz Eugen. Prince of Wales se plavil i s civilními techniky na palubě. Ráno 24. května se Prince of Wales a Hood střetli v bitvě o Dánský průliv s oběma německým válečnými loděmi. Po potopení Hooda se Prince of Wales odpoutal díky kouřové cloně. Posádka nové lodě byla nezkušená, loď byla zasažena sedmi granáty velkého kalibru a většina zbraní byla mimo provoz kvůli poruše či poškození. Během krátké bitvy Prince of Wales zasáhl třikrát Bismarcka; jeden zásah do přední palivové nádrže způsobil únik a kontaminaci paliva. To Bismarcka donutilo směřovat do Francie k opravě. Prince of Wales se připojil ke křižníkům HMS Suffolk a HMS Norfolk, kteří pluli za Bismarckem už před Dánským průlivem. 25. května v 01:31 hodin si s Bismarckem krátce vyměnili palbu. O dvanáct hodin později ukončil Prince of Wales činnost kvůli klesajícím zásobám paliva. Pak se vrátil do loděnice na šestitýdenní opravy.

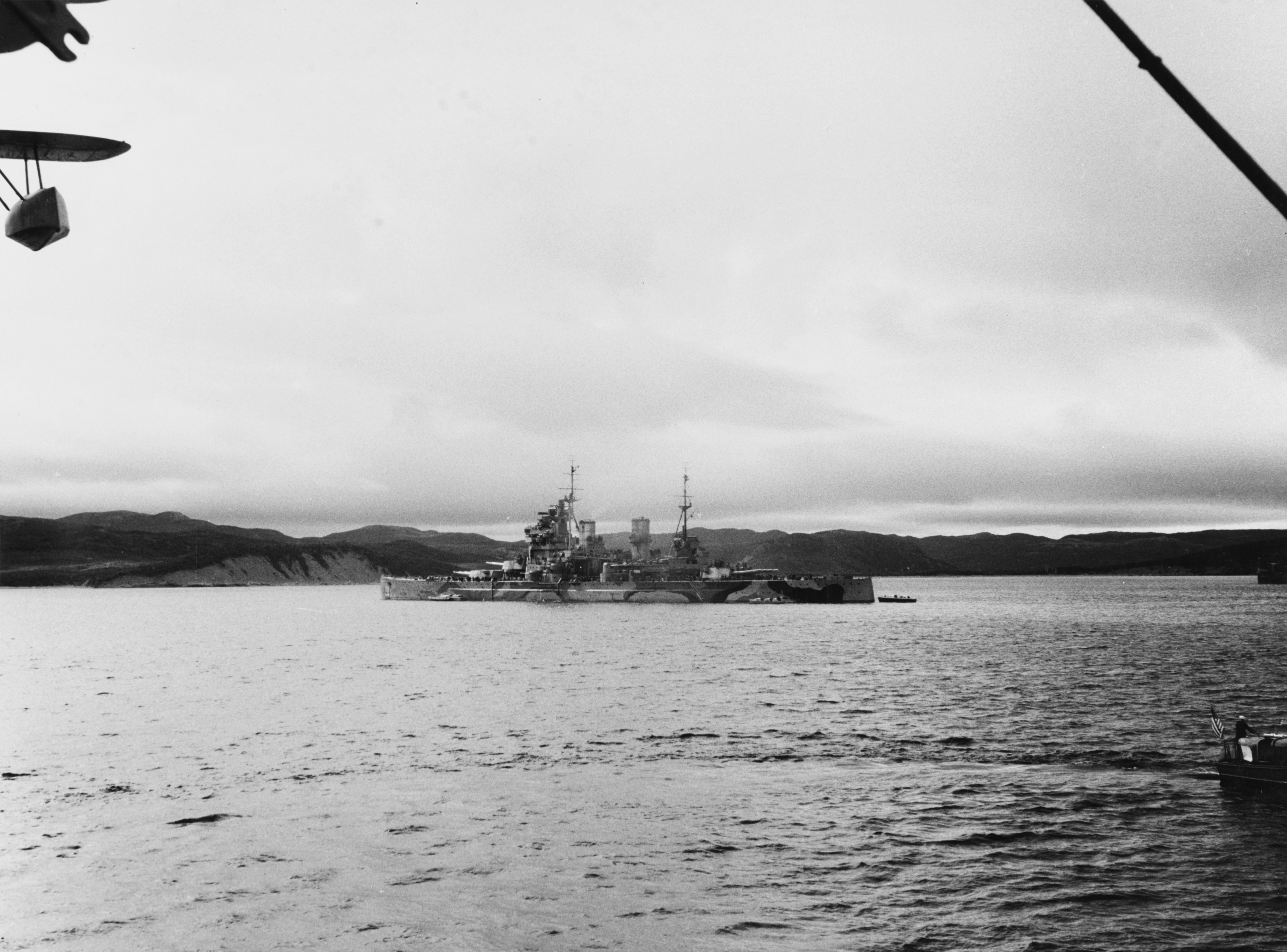
HMS Prince of Wales v Argentii v Newfoundlandu při podpisu Atlantické charty

V srpnu vezl Prince of Wales britského premiéra Winstona Churchilla přes Atlantik do námořní stanice Argentia v Newfoundlandu, kde se Churchill na pár dní v bezpečném kotvišti tajně setkal s americkým prezidentem Franklinem D. Rooseveltem. Jejich setkání začalo 10. srpna 1941. Toto setkání vyústilo v podepsání Atlantické charty 12. srpna 1941. Po tomto výletě byla loď odeslána do Středomoří kvůli eskortě konvoje, kde 27. září sestřelila několik útočících letadel.

## Služba na východě
Dne 25. října 1941 byl Prince of Wales vyslán do Singapuru jako část Svazu Z, spolu s bitevním křižníkem HMS Repulse a torpédoborci HMS Electra a HMS Express. Tím pádem se stal vlajkovou lodí východní floty pod vedením admirála sira Toma Phillipse. Počátkem prosince dorazil do Singapuru. Nová letadlová loď HMS Indomitable se měla připojit ke Svazu Z, ale při testovací plavbě poblíž Jamajky najela na útes a musela být poslána na opravy.

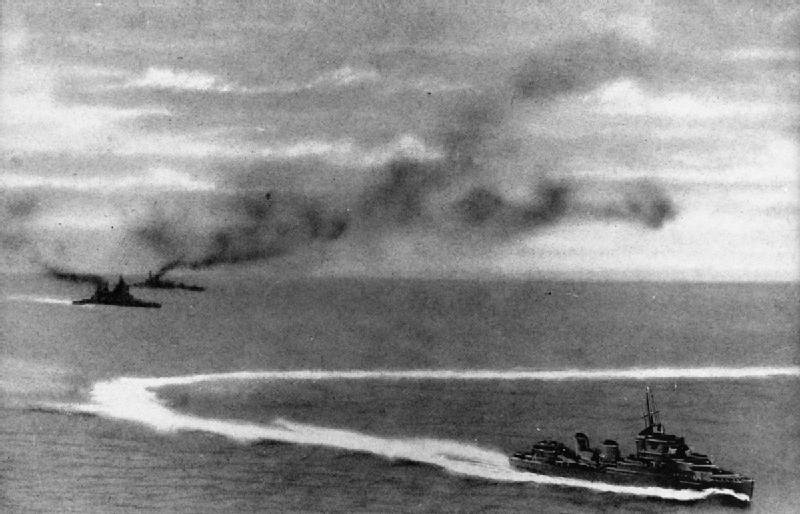
Prince of Wales (vlevo vepředu) a HMS Repulse (vlevo vzadu) během japonského útoku 10. prosince 1941. Torpédoborec, buď HMS Electra nebo Express, manévruje v popředí

Smaz Z byl do Singapuru poslán, aby odradil Japonsko od útoku na Malajsii a Nizozemskou východní Indii. Nicméně Japonci nebyli zastrašeni a 8. prosince zahájili invazi. Téhož dne zaútočili na Pearl Harbor na opačné straně mezinárodní datové hranice. Admirál Phillips rozhodl pokusit se přerušit japonské vylodění a proto byl Prince of Wales a Repulse vyslán, spolu se čtyřmi torpédoborci Electra, Express, Tenedos a HMAS Vampire, hledat Japonce. Nebyli ale úspěšní a o jejich pohybu Japonce informovala ponorka I-65 a vzdušný průzkum. Prince of Walse a Repulse, plující bez vlastního vzdušného krytí, byli 10. prosince 1941 napadeny a potopeny 86 japonskými bombardéry z 22. letecké flotily ze základen v Saigonu.

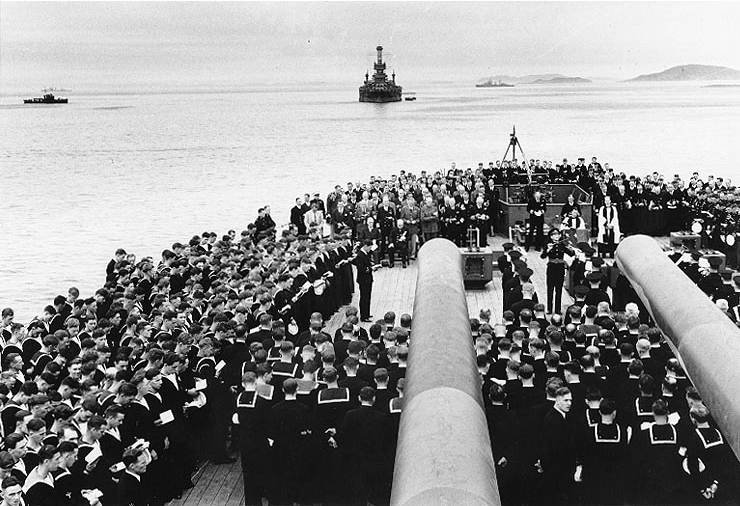
Mše na palubě HMS Prince of Wales během Atlantické konference

Protože šlo o moderní bitevní loď, očekávalo se od Prince of Wales, že bude mnohem lepší než veterán z první světové války Repulse. V určitém ohledu to ale tak nebylo. Hned na začátku bitvy byl Prince of Wales zasažen torpédem na zádi v oblasti vnější pravoboční hřídele. Zásah a následné vibrace poškozené hřídele způsobily rozsáhlý průnik vody skrz tunel hřídele do strojoven na pravoboku.
Při potopení lodi bylo zabito několik stovek mužů, mezi kterými byli i viceadmirál Phillips a kapitán Leach. Buď se rozhodli potopit se spolu s lodí nebo nestihli včas loď opustit.
Prince of Wales a Repulse byly první „hlavní lodě“ (kategorie definovaná Washingtonskou konferencí), které byly na otevřeném moři potopeny pouze ze vzduchu. To byla předzvěst klesající role této kategorie lodí, jež měly poté hrát v námořních bojích.

## Vrak lodi
Vrak lodi leží na místě 3°33′36″ s. š., 104°28′42″ v. d. v hloubce 68 metrů, kde ho v roce 1954 objevil torpédoborec HMS Defender. Toto místo je zobrazeno bójkou s britskou vlajkou, která je umístěna na laně připevněném k lodnímu šroubu Prince of Wales. V roce 2001 bylo místo, kde vrak leží, označena jako chráněné místo (Protected Place) pod ochranou Zákona o vojenských pozůstatcích z roku 1986 (Protection of Military Remains Act 1986) při příležitosti 60. výročí potopení lodě. Tato úroveň ochrany umožňuje potápění k vraku pod podmínkou, že vrak nebude narušen (pravidlo look, don't touch and don't penetrate, čili „podívat, nesahat a nevplouvat“).
Zvon z lodi byl v roce 2002 ručně vyzvednut na hladinu pomocí britských technických potápěčů Gavina Haywooda a George McClureho s požehnáním ministerstva obrany a Asociací přeživších z Force Z. Zvon byl restaurován a je součástí stálé výstavy v Námořním muzeu Merseyside v Liverpoolu. Na výstavě ho představil první námořní lord a velitel námořnictva admirál sir Alan West.
V říjnu 2014 informoval The Telegraph, že vrak je nelegálně rozebírán sběrači kovů. Ti již ukradli všechny lodní šrouby z fosforového bronzu, hřídele a další součásti z bronzu, mědi a ocele.